# Абельмош съедобный
Абельмо́ш съедобный (ба́мия, окра, гомбо, Дамские пальчики; лат. Abelmoschus esculentus, по другой классификации — Hibiscus esculentus) — однолетнее травянистое растение, вид рода Абельмош (Abelmoschus) семейства Мальвовые, овощная культура.

## Ботаническое описание
Высота растения — от 30—40 см (карликовые сорта) до 2 м (высокорослые формы).
Стебель — толстый, древеснеющий, опушённый редкими жёсткими волосками. Он разветвлён у основания и образует от двух до семи стеблей.
Листья — длинночерешковые, светло- или тёмно-зелёные, довольно большие, пяти — семилопастные, опушённые.
Цветки — одиночные, крупные, обоеполые, желтовато-кремового цвета, расположены в пазухах листьев на коротких опушённых цветоножках.
Плоды — многосемянные пирамидальные коробочки удлинённой формы, напоминающие стручки зелёного перца, покрыты тонкими волосками. У некоторых сортов бамии плоды достигают 25 см.
|                                              |  |  |
| Слева направо: цветок, плоды, плод в разрезе |  |  |

## Распространение
Родиной бамии считают тропическую Африку, в диком состоянии она сохранилась на Антильских островах. Распространена в ряде стран Южной Европы, в Америке, Африке и Азии. На территории России бамию выращивают только на небольших плантациях в Краснодарском и Ставропольском краях, а также в Волгоградской области и юге Саратовской области.

## Химический состав
Бамия богата полезными веществами, в том числе аскорбиновой кислотой и другими витаминами. В семенах содержится до 20 % масла, напоминающего оливковое. Стручки бамии богаты слизистыми веществами, содержат много белков, углеводов, органических кислот, витаминов и различных минеральных солей.

## Применение
Молодые стручки бамии употребляют в пищу. Стручки бамии нельзя долго хранить, они быстро становятся волокнистыми. По вкусу плоды бамии являют собой нечто среднее между кабачками и стручковой фасолью, что делает её применение в кулинарии достаточно широким. Из плодов бамии готовят салаты и супы, кроме того, стручки сушат, замораживают и консервируют. Варёная или слегка обжаренная бамия может быть гарниром, а также заправкой для супов. Она хорошо сочетается с помидорами, чесноком, луком, имбирём, красным стручковым перцем и другими специями. Из зрелых семян готовят напиток, по вкусу напоминающий кофе.
Исследования показали что поскольку бамия является богатым источником клетчатки, она способна снижать холестерин, прикрепляясь к его молекулам в кишечнике. Когда мышей кормили сушеной и молотой кожурой бамии, у них постепенно снижался уровень глюкозы в крови. Эти и другие данные свидетельствуют о потенциальной возможности использования бамии для профилактики и терапии при различных хронических болезнях, таких как диабет 2 типа, сердечно-сосудистые заболевания и болезни желудочно-кишечного тракта, а также для детоксикации печени. Слизь бамии может использоваться в медицинских целях, например, для замены плазмы крови .
Убирают плоды бамии многократно, примерно каждые 3—4 дня, до самых заморозков, более зрелые плоды грубеют, становятся жёсткими и несъедобными. Наиболее известные в России сорта — «Белый бархат», «Зелёный бархат», «Карликовая зелень».

## Страны-производители
| Крупнейшие производители (2018) | Крупнейшие производители (2018) | Крупнейшие производители (2018) |
| Страна                          | Производство (тонн)             |                                 |
| ------------------------------- | ------------------------------- | ------------------------------- |
| Индия                           | 6 126 000                       |                                 |
| Нигерия                         | 2 033 129                       |                                 |
| Судан                           | 304 712                         |                                 |
| Мали                            | 277 673                         |                                 |
| Кот-д’Ивуар                     | 160 250                         |                                 |
| Нигер                           | 150 454                         |                                 |
| Пакистан                        | 120 637                         |                                 |
| Камерун                         | 100 025                         |                                 |
| Гана                            | 74 027                          |                                 |
| Ирак                            | 68 451                          |                                 |
| Весь мир                        | 9 872 824                       |                                 |